# Halo 3
Halo 3 ist der dritte Teil nach Halo: Kampf um die Zukunft sowie Halo 2 und damit ein weiterer Teil in der Halo-Spieleserie. Das Spiel erschien am 25. September 2007 in Nordamerika, am 26. September 2007 in Europa, und am 27. September 2007 in Japan. Genau wie die Vorgänger ist er ein reiner Ego-Shooter. Innerhalb von 24 Stunden wurde ein Umsatz von 170 Millionen US-Dollar erzielt, der damit den Vorgänger Halo 2 übertraf. Ein illegales DVD-Image der fertigen Version gelangte am 20. September 2007 ins Internet. Das Spiel wurde in einigen Ländern (Norwegen, Italien) bereits eine Woche vor dem offiziellen Veröffentlichungsdatum verkauft, was zivilrechtliche Folgen für die Verkäufer haben kann.
Die ungekürzte Neuauflage von Halo 3 für die Xbox One, die im November 2014 als Teil der Masterchief Collection erschienen ist, wurde von der USK ab 16 Jahren freigegeben.

## Handlung und Spielverlauf
Die Allianz ist auf der Erde angekommen und sucht in den Ruinen von Neu Mombasa nach einem heiligen Objekt.
Der Master Chief ist an Bord des Blutsväterschiffes, das mit dem Propheten der Wahrheit von High Charity aus zur Erde unterwegs ist, um dort zu landen. Während des Eintritts in die Erdatmosphäre springt der Master Chief vom Schiff und wird wenig später von einem Bergungstrupp unter Leitung von Sgt. Johnson gefunden. Da das Lebenserhaltungssystem seiner Mark-VI-Rüstung intakt war, versteifte sich, wie vorgesehen, die innen liegende Gelschicht, um Verletzungen zu vermeiden. Nachdem der Master Chief wieder zu sich gekommen ist, erblickt er den Gebieter, der auch Mitglied der Bergungsmission ist, rennt auf ihn zu und hält ihm seine Pistole unter den Kopf.
Sgt. Johnson klärt den Master Chief auf, dass der Gebieter und die Eliten nun auf der Seite der Menschen seien. Widerwillig lässt der Master Chief vom Gebieter ab.
Hier beginnt das Spiel. Der Master Chief soll zurück zur Basis eskortiert werden. Auf dem Weg zum ersten Extraktionspunkt gibt es zahlreiche Gefechte mit Brutes und Grunts. Nachdem am Extraktionspunkt die Pelikans von Phantoms überfallen werden, scheitert die Extraktion, und Sgt. Johnson und ein paar Soldaten werden von den Brutes gefangen genommen. Nun liegt es am Master Chief und dem Gebieter, Sgt. Johnson zu befreien und zur Basis zurückzukehren.
In der Basis angekommen, wird ein Wiedersehen mit Commander Keyes (Die Tochter des Captain Keyes aus dem ersten Teil und Kapitän der „In Amber Clad“) gefeiert. Auch Lord Hood meldet sich per Videokonferenz in der Basis. Er gibt dem Master Chief Anweisungen bezüglich des Objekts, das die Allianz in den Ruinen von Neu Mombasa gefunden hat. Lord Hood will ein Bombardement des Objekts. Zunächst muss aber die Luftabwehr ausgeschaltet werden.
Die Konferenz wird unterbrochen, als plötzlich der Prophet der Wahrheit eine Videobotschaft übermittelt. In dieser bezeichnet er die Menschheit als Ungeziefer und prophezeit ihr, dass die Menschen nicht der Verglasung ihres Planeten entkommen können. Außerdem sagt er, dass die Vernichtung der Menschheit göttlicher Wille sei. Nun ist klar, dass die Basis entdeckt worden ist.
Die Basis wird angegriffen, und der Master Chief verteidigt sie so lange, bis alle evakuiert sind. Die Brutes haben die Bombe, die eigentlich der Sprengung der Station galt, entschärft. Also muss Spartan-117 nochmals zurück, um die Bombe wieder scharf zu machen. Nachdem der Master Chief die restlichen Brutes ausgeschaltet hat, reaktiviert er die Bombe wieder. Dann bringt sich der Master Chief in Sicherheit, bevor die Basis explodiert.
Nun muss sich der Chief nach Voi begeben. Er fährt dazu mit einem Warthog, der im Untergeschoss der zerstörten Basis steht, nach draußen und bahnt sich den Weg durch die Truppen der Allianz. In Voi zerstört er die Luftabwehrstellungen, und Lord Hood startet sofort das Bombardement. Doch die Allianz aktiviert das Objekt. Es wird ein Portal zur „Arche“ geöffnet, durch das die Allianzkreuzer fliegen. Kurz darauf stürzt ein Schiff nahe Voi ab. Schnell wird klar, dass die Flood gelandet ist. Der Chief erhält den Auftrag, das Schiff zu sichern, da die von ihm ausgehenden Signale auf Cortana schließen lassen, die in Halo 2 auf High Charity zurückgelassen wurde. Der Chief kämpft sich mit dem Gebieter zu dem Schiff durch und findet eine Nachricht von Cortana. Als der Chief diese geborgen hat, wird er auf ein Allianzschiff gebracht, das unter der Führung der Eliten steht, die den Menschen helfen. Die Nachricht ist beschädigt, kann aber mithilfe von 343 Guilty Spark wiederhergestellt werden. Sie zeigt, dass es Cortana schlecht geht und dass sie unbedingt gerettet werden muss. Währenddessen beginnen die Eliten mit der Verglasung Afrikas, um die Ausbreitung der Flood zu verhindern. Anschließend fliegen der Master Chief und der Gebieter mit der Flotte der Eliten und dem UNSC-Schiff Forward Unto Dawn durch das Portal und gelangen zur Arche.
Die Arche liegt weit außerhalb unserer Galaxie. Sie ist eine Art „Halo-Fabrik“, die zerstörte Installationen ersetzt. Deswegen ist auch gerade ein Neubau der in Halo 1 zerstörten Installation 04 im Bau. Auf der Arche gelandet, versucht der Master Chief die Aktivierung der Ringe zu verhindern. Er muss drei Barrieren deaktivieren, um zu dem Kontrollraum zu gelangen, in dem sich der Prophet verschanzt hat. Nach Deaktivierung der dritten Barriere landet die Flood mit High Charity auf der Arche. Um den Propheten zu stoppen, schließt der Master Chief mit dem Gravemind einen Pakt und hilft ihm, an den Propheten im Kontrollraum zu kommen. Der Gebieter tötet den Propheten der Wahrheit. Zuvor hat der Prophet Commander Keyes getötet. Sgt. Johnson, der auch zu diesem Zeitpunkt anwesend war, konnte nur zusehen.
Nun, da der Pakt mit dem Gravemind erfüllt ist, wechselt dieser die Seite. Die Flood, die zuvor den Chief beschützt hat, greift ihn an.
Da High Charity nun auf der Arche ist, geht es darum, Cortana zu retten. Der Chief macht sich auf den Weg zu High Charity, rettet Cortana und leitet die Zerstörung von High Charity ein, durch die auch der Gravemind zerstört wird. Nun muss noch die Eindämmung der Flood gesichert werden. Dadurch, dass gerade die Installation 04 im Bau ist, kann diese im Kontrollzentrum des Ringes schon aktiviert werden. Der Gebieter, Cortana und der Chief machen sich auf zum Kontrollzentrum. Um dahin zu kommen, müssen sie sich wieder durch eine Horde der Flood schlagen, unterstützt von Sgt. Johnson, der mit dem UNSC-Schiff „Forward Unto Dawn“ gekommen ist. Im Kontrollzentrum angekommen, lädt der Chief Cortana in den Speicher des Kontrollraumes. Da sie noch den Index der Einrichtung 04 aus Halo 1 hat, kann sie den Ring aktivieren.
Da die Aktivierung des Ringes aber auch gleichzeitig seine Zerstörung wäre, er aber noch nicht komplett fertig ist, will 343 Guilty Spark nun die Aktivierung verhindern, da es „seine“ Einrichtung ist und er sie beschützen muss. Bei dem Versuch, 343 Guilty Spark aufzuhalten, stirbt Sgt. Johnson. Der Chief und der Gebieter besiegen den Illuminaten und leiten die Feuersequenz ein. Beide fliehen mit der „Forward Unto Dawn“ von Halo, leider zu spät, da die Feuersequenz bereits gestartet ist. Das Schiff wird in zwei Teile gerissen.
Beide überleben den Vorfall; allerdings kann nur der Gebieter zur Erde zurückkehren. Der Master Chief hingegen ist mit der Künstlichen Intelligenz Cortana in einem abgetrennten Teil des Raumschiffes, mit dem die Flucht von der Installation gelang, gefangen und versetzt sich in einer Kapsel an Bord in Cryostase, um die Zeit bis ein von Cortana ausgesendeter Notruf beantwortet wird, zu überstehen. Die Allianzeinheiten ziehen von der Erde ab, verbunden mit der Beendigung des Krieges.
Wenn man das Spiel auf dem Schwierigkeitsgrad „Legendär“ absolviert, erweitert sich die Abspannsequenz. Der Master Chief setzt sich selbst in Stasis, wie bei dem Ende, das bei einfacheren Schwierigkeitsgraden gezeigt wird. Jedoch endet hier die Sequenz nicht. Man sieht nun das Wrack des Raumschiffes von außen und die aufgehende Sonne, die einen Planeten enthüllt, der mit leuchtenden Strukturen (wahrscheinlich Städten) bedeckt ist. In Halo 4 wird klar, dass dieser Planet vermutlich Requiem ist.

## Neuerungen

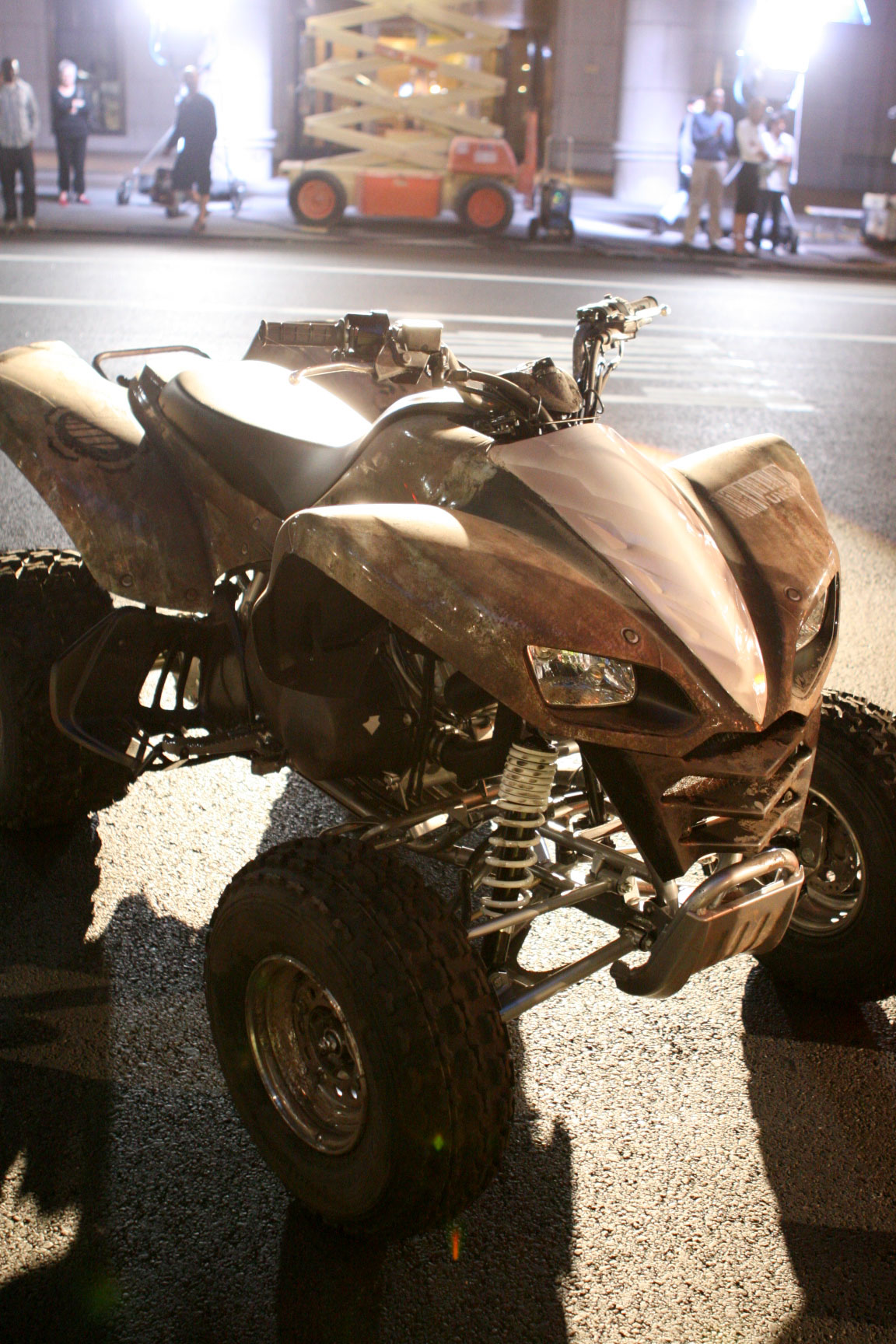
Modell der Firma Mongoose

Es kamen neue Fahrzeuge hinzu (z. B.: der Brute Chopper, der Hornet), diverse neue Waffen wie Stachler, Spartan-Laser, Stachelgranaten, Brandgranaten und diverse Ausrüstungsgegenstände. Von diesen sind u. a. Tretmine, Gravitationslift, Blasenschild, Blendgranate, Regenerator, Radarstörer, Energieabsauger, transportabler Schild und Tarnkappe im Mehrspieler- und Einzelspieler-Modus vorhanden. Ferner gibt es im Einzelspieler-Modus ein automatisches Geschütz und kurzzeitige Unbesiegbarkeit. Außerdem ist es nun möglich, feste Geschütze und zielsuchende Raketenwerfer aufzunehmen, wobei die Munition begrenzt ist. Das HUD-Interface wurde neu überarbeitet, d. h. die HUD-Symbole wurden neu gestaltet und so angeordnet, dass sie wie aus einer Helmsicht scheinen.
Auch gibt es neuere stärkere Flood-Arten z. B. die widerstandsfähige Bruteform oder die gestaltwandelnde Reinform.
Bungie hat einen Editiermodus mit dem Namen The Forge (Schmiede) entwickelt. Hiermit können keine neuen Maps erstellt werden, sondern lediglich vorhandene Levels beschränkt verändert werden. Dabei können Fahrzeuge, Objekte, Waffen, Equipment, Respawnpunkte etc. neu platziert oder hinzugefügt werden. Ist das Spiel im Forge-Modus, kann gleichzeitig gespielt und editiert werden. Der Spieler erscheint als Forerunner Monitor (Illuminat) und bleibt im Spiel verwundbar, wie die anderen Spieler. Bungie sieht Forge daher auch nicht als ein Editiertool an, sondern als eine Variante des Mehrspieler-Modus. Über Xbox Live können acht Spieler im Forge-Modus spielen.
Im Halo-3-Mehrspieler-Modus kann jeder Spieler aktuelle militärische Ränge erreichen. Diese werden je nach Können und Erfahrung bewertet. Normalerweise beginnt jeder Spieler als Rekrut und arbeitet sich so weit nach oben wie es geht. Allerdings wird dieses System von unehrlichen Spielern ausgenutzt, die selbst ihre Erfahrungspunkte immer abwerten und dann gegen Ranghöhere spielen. Das hat zur Folge, dass sie selbst schneller aufsteigen (im höchsten Können) und die Gegner schneller absteigen. Solche Spieler werden auch „Booster“ genannt und finden sich häufig auf der Liste der gemiedenen Spieler wieder. Weiterhin kann man in Halo 3 viele verschiedene Orden verdienen, wie zum Beispiel eine gewisse Abschussserie hintereinander. Sämtliche Orden eines Spielers können auf der offiziellen Bungie-Website eingesehen werden.
Bei Halo 3 besteht ebenfalls die Möglichkeit, Bilder, Filme und kurze Clips von den eigenen Partien zu erstellen. Die Filmaufnahmen werden im sogenannten Kino bearbeitet. Man kann zu den letzten 25 gespielten Partien eine Aufzeichnung entwickeln und diese dann auch speichern. Über Xbox Live kann man diese Filme auch online zur Verfügung stellen, damit auch Freunde oder andere Mitspieler an den Filmen teilhaben können. Dieses Verfahren ist das sogenannte „Datei-Sharing“.
Bei Halo 3 ist es erstmals auch möglich, mit bis zu vier (statt wie bisher mit nur zwei) Spielern den Koop-Modus über Xbox Live zu spielen.

## Mehrspieler-Modus
Das Spiel bietet Online-Gefechte mit bis zu 16 Spielern und einen online Koop-Modus, bei dem bis zu vier Spieler gemeinsam die Kampagne spielen können.

## Versionen

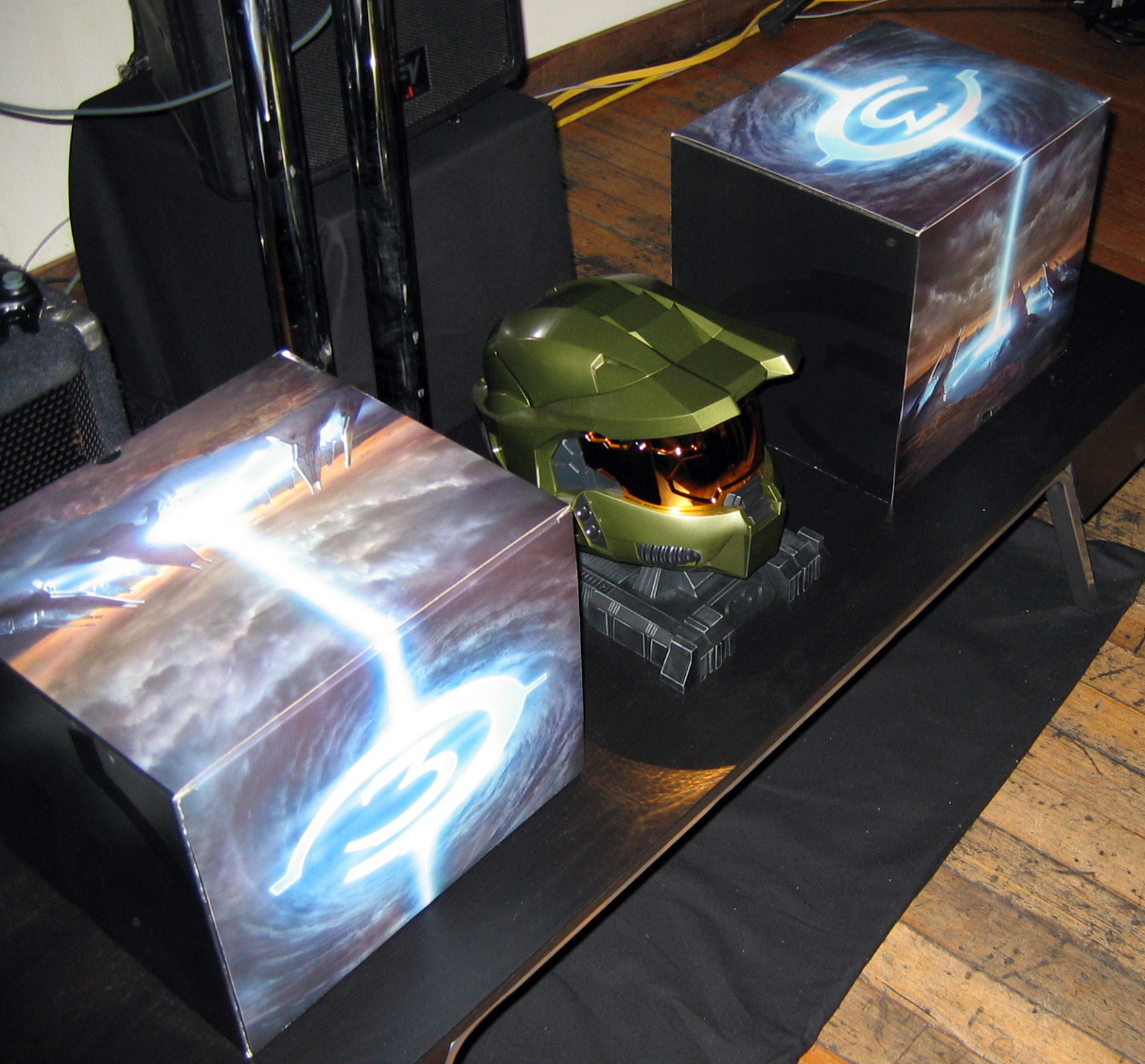
Die Legendary-Version

Das Spiel erschien neben der normalen Version auch als Limited und als Legendary Edition. Letztere besteht dabei aus drei CD-ROMs (Spiel, Making-of und Community-Filmwerke wie „Red vs Blue“ und „This Spartan Life“, sowie einer nur in dieser Version vorhandenen Bonus-Disc, welche alle Videosequenzen der Kampagnen aus Halo und Halo 2 in überarbeiteter Form beinhaltet) und einer Master-Chief-Helm-Replika als Ständer. Die Legendary Edition zusammen mit einer Xbox 360 im Gesamtwert von 800 US-Dollar hielt Microsoft jedoch nur für einige US-Journalisten kostenlos bereit.

## Wertungen

### Metascores
- critify.de 90/100[2]
- Metacritic 94/100[3]

### Zeitschriften
- GamePro  92 %[4]
- Games Aktuell  91 %

### Online-Magazine
- 4Players 87 %,[5]
- COMPzeit.de 93 %,[6]
- DemoNews.de 88 % (Singleplayer) 93 % (Multiplayer),[7]
- EuroGamer.de 9/10,[8]
- Gametrailers.com 9,8/10,[9]
- Gameswelt 93 %,[10]
- Gamezone.de 9,4/10[11]
- Spieletipps.de 91 %[12]

## Halo 3: ODST

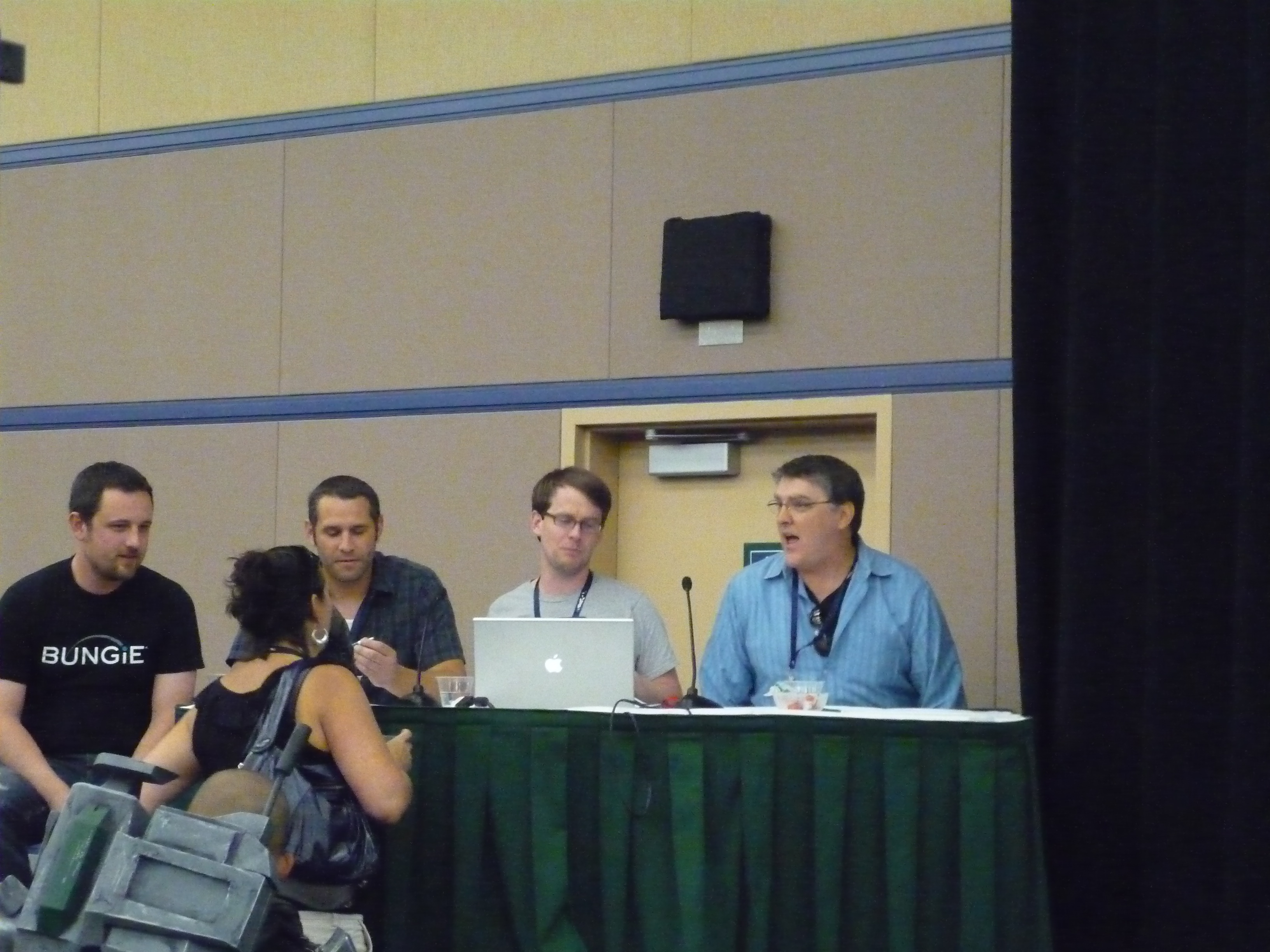
Entwickler von ODST (vlnr: CJ Cowan, Paul Bertone, Joseph Staten und Martin O’Donnell)

Halo 3: ODST wurde am 9. Oktober 2008 offiziell auf der Tokyo Game Show unter dem Namen Halo 3: Recon vorgestellt. Am 25. November 2008 wurde es in Halo 3: ODST umbenannt. Das Spiel ist ein Standalone-Add-on zu Halo 3 für die Xbox 360. Es ist zeitlich der Handlung von Halo 2 angesiedelt, kurz nachdem der Prophet des Bedauerns innerhalb von Neu Mombasa in den Slipspace gesprungen ist. Der Spieler übernimmt darin nicht die Rolle des Master Chiefs, sondern die eines UNSC-ODST-Marines, der einen Neuling (Rookie) in der Truppe der ODST (Orbital Drop Shock Troopers) darstellt. Bekannt sind die ODST unter dem Namen „Helljumper“. Diesen tragen sie dank ihrer riskanten Art auf einem Planeten abgesetzt zu werden. Hierfür benutzen sie das „Human Entry Vehicle“ (HEV), eine fallende Ein-Mann-Kapsel. Die Veröffentlichung war am 22. September 2009. Beworben wurde das Spiel wie schon bei Halo 3 mit einer Live-Action-Kampagne, die einen ODST-Rekruten beim Kampf mit den Aliens zeigt.
Eine Besonderheit bei Halo 3: ODST ist der Firefight-Modus (Feuergefecht). Dieser konnte erstmals während der gamescom 2009 von der breiten Masse gespielt werden. Bei diesem Modus spielen die Spieler miteinander gegen eintreffende Gegnerwellen. Bei jedem getöteten Gegner erhält der Spieler einen anderen Betrag an Punkten, durch den sich dann der Gewinner bestimmen lässt. Damit hebt sich dieser Modus stark von allen anderen Mehrspieler-Spielen des Halo-Universums ab.
Am 30. Mai 2015 wurde Halo 3: ODST als kostenpflichtige Download-Erweiterung der Master Chief Collection veröffentlicht.

## Nachfolger
2011 wurde auf der Spielemesse E3 von Microsoft Halo 4 angekündigt. Das vom Entwickler 343 Industries erarbeitete Werk war der Beginn einer neuen Halo-Trilogie namens Reclaimer. Die Handlung setzt vier Jahre nach Halo 3 an.